# Herb gminy Nieborów
Herb gminy Nieborów – jeden z symboli gminy Nieborów, ustanowiony 29 grudnia 2005.

## Wygląd i symbolika
Herb przedstawia na tarczy w polu błękitnym trzy trąby w rosochę, stykające się ustnikami, między dwiema liliami srebrnymi, nad pagórkiem złotym. Lilie nawiązują do herbu arcybiskupstwa gnieźnieńskiego. Arcybiskupem metropolitą gnieźnieńskim był Michał Stefan Radziejowski. Trąby to godło Trąb, herbu Radziwiłłów - długoletnich właścicieli tutejszego pałacu.